# Canton de Flers-Sud
Le canton de Flers-Sud est une ancienne division administrative française située dans le département de l'Orne et la région Basse-Normandie.

## Histoire
Ce canton est créé en 1982 en divisant en deux l'ancien canton de Flers.
(voir Canton de Flers).

## Administration
| Période | Période          | Identité                | Étiquette | Qualité |
| ------- | ---------------- | ----------------------- | --------- | --- |
| 1982    | 1992             | Michel Lambert          | PS        | Enseignant, député (1981-1993), maire de Flers (1989-2001), ancien conseiller général du canton de Flers (1979-1982) |
| 1992    | 1998             | François-Xavier Guitter | DVD       | Chef d'entreprise, conseiller municipal de Flers                                                                     |
| 1998    | 2012 (démission) | Yves Goasdoué           | PS        | Fonctionnaire, maire de Flers depuis 2001, député (2012-2017)                                                        |
| 2012    | 2015             | Danièle Blanchet        | PS        | Secrétaire comptable retraitée, adjointe au maire de La Selle-la-Forge                                               |

Le canton participe à l'élection du député de la troisième circonscription de l'Orne.

## Composition

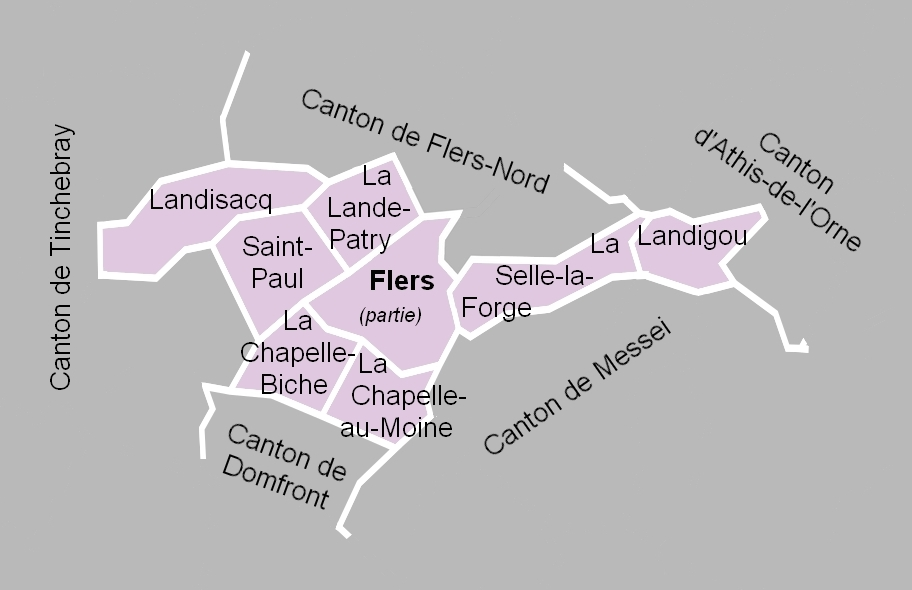
La carte des communes du canton. Les cantons limitrophes étaient ceux de Tinchebray, de Flers-Nord, d'Athis-de-l'Orne, de Messei et de Domfront.

Le canton de Flers-Sud comptait 13 457 habitants en 2012 (population municipale et groupait huit communes, dont une partie de Flers :
- La Chapelle-au-Moine ;
- La Chapelle-Biche ;
- Flers (fraction) ;
- La Lande-Patry ;
- Landigou ;
- Landisacq ;
- Saint-Paul ;
- La Selle-la-Forge.

La portion de Flers incluse dans ce canton était située à l'ouest « d'une ligne définie par l'axe des voies suivantes : rue de la Planchette (à partir de la limite de la commune de Flers), rue du Moulin, rue Henri-Veniard, rue du 6-Juin, rue de Domfront (jusqu'à la place du Maréchal-de-Lattre), et par la ligne de chemin de fer (jusqu'à la limite de la commune de Flers) ».
À la suite du redécoupage des cantons pour 2015, les communes de La Chapelle-au-Moine, La Chapelle-Biche, La Lande-Patry, Landisacq et Saint-Paul sont rattachées au canton de Flers-1, les communes de Landigou et La Selle-la-Forge à celui de Flers-2.  La partie de la commune de Flers de ce canton est rattachée totalement au canton de Flers-1.

### Changements territoriaux
Contrairement à beaucoup d'autres cantons, le canton de Flers-Sud n'incluait aucune commune supprimée depuis la création des communes sous la Révolution. Le seul changement territorial notable est la création de la commune de Saint-Paul par prélèvement sur le territoire de La Lande-Patry en 1853.

## Démographie
| 1982 | 1990   | 1999   | 2006   | 2011   | 2012   |
| ---- | ------ | ------ | ------ | ------ | ------ |
| -    | 14 456 | 14 027 | 13 686 | 13 495 | 13 457 |